# Élections législatives portugaises de 1980
Les élections législatives portugaises de 1980 (en portugais : Eleições legislativas portuguesas de 1980) se sont tenues le 5 octobre 1980 afin d'élire les 250 députés de la deuxième législature de l'Assemblée de la République pour un mandat de quatre ans.
Le scrutin est de nouveau remporté à la majorité absolue par l'Alliance démocratique (AD), coalition de centre droit.

## Contexte
Le 25 avril 1974, la « révolution des Œillets » initiée par le Mouvement des Forces armées (MFA) renverse le régime autoritaire de l'État nouveau instauré plus de quatre décennies plus tôt.
Après les élections législatives du 25 avril 1976, le Portugal connaît une forte instabilité politique puisque cinq gouvernements se succèdent en à peine trois ans. Le dernier cabinet, formé en août 1979 par l'indépendante Maria de Lourdes Pintasilgo, convoque des élections législatives « intercalaires » — car elles ne feront que terminer la législature en cours — le 2 décembre de cette même année.
La victoire revient sans conteste à la coalition de centre droit de l'Alliance démocratique (AD) emmenée par Francisco Sá Carneiro et composée des libéraux, des chrétiens-démocrates et des conservateurs monarchistes. Avec 46,5 % des voix, l'AD totalise 128 députés sur 250, soit une très courte majorité absolue en sièges. Le Parti socialiste (PS), première formation du pays depuis 1975, est relégué à la deuxième place avec moins de 30 % des suffrages exprimés et 74 députés. Il est suivi de l'Alliance du peuple uni (APU), formée par les communistes et les nationalistes de gauche, qui rassemble plus de 19 % des bulletins de vote et 47 parlementaires.
Cette large victoire est confirmée aux élections locales qui se tiennent deux semaines plus tard et où l'AD, qui ne se présente pas unie dans toutes les communes, rassemble plus de 49 % des suffrages exprimés.
Seulement un mois après le scrutin, Sá Carneiro constitue un gouvernement majoritaire de coalition. Celui-ci sait son mandat de courte durée puisque de nouvelles élections doivent être convoquées dès le mois d'octobre 1980. À cette occasion, l'AD et l'APU sont reconduites tandis que le Parti socialiste former sa propre alliance, le Front républicain et socialiste (FRS) qui l'associe à deux petites formations, l'Action sociale-démocrate indépendante (ASDI), formée par des dissidents de centre gauche du PPD/PSD, et l'Union de la gauche pour la démocratie socialiste (UEDS), située plus à gauche.

## Mode de scrutin
Le mode de scrutin retenu, fixé par la loi électorale du 15 novembre 1974, prévoit l'élection des députés au scrutin proportionnel suivant la méthode d'Hondt, connue pour avantager les partis arrivés en tête.
La loi électorale, conformément aux dispositions constitutionnelles, établit le nombre de députés à 250, le maximum autorisé. Les députés sont élus dans 22 circonscriptions électorales, à savoir les 18 districts du Portugal, les Açores, Madère, l'Europe, et le reste du monde.

## Principaux partis et chefs de file
| Parti | Parti                                                           | Idéologie                                                            | Chef de file                           | Résultats en 1979           |
| ----- | --------------------------------------------------------------- | -------------------------------------------------------------------- | -------------------------------------- | --------------------------- |
|       | Alliance démocratique Aliança Democrática                       | Centre droit Libéralisme, conservatisme, démocratie chrétienne       | Francisco Sá Carneiro Premier ministre | 45,3 % des voix 128 députés |
|       | Front républicain et socialiste Frente Republicana e Socialista | Centre gauche Social-démocratie, socialisme démocratique, socialisme | Mário Soares                           | 28,1 % des voix 74 députés  |
|       | Alliance du peuple uni Aliança Povo Unido                       | Gauche Communisme, anticapitalisme                                   | Álvaro Cunhal                          | 18,8 % des voix 47 députés  |

## Résultats

### Scores
|                                       |                                                               |                                                               |           |       |      |               |               |  |  |  |  |  |  |  |
| Partis                                | Partis                                                        | Partis                                                        | Voix      | %     | +/-  | Sièges        | +/-           |  |  |  |  |  |  |  |
|                                       |                                                               | Parti social-démocrate (PPD/PSD)                              | 2 706 667 | 45,96 | 2,25 | 74            | 1             |  |  |  |  |  |  |  |
|                                       | Parti du centre démocratique et social (CDS)                  | 46                                                            | 2 706 667 | 45,96 | 2,25 | 3             |               |  |  |  |  |  |  |  |
|                                       | Parti populaire monarchiste (PPM)                             | 6                                                             | 2 706 667 | 45,96 | 2,25 | 1             |               |  |  |  |  |  |  |  |
|                                       | Parti social-démocrate (PPD/PSD)                              | 147 644                                                       | 2,51      | 0,09  | 8    | 1             |               |  |  |  |  |  |  |  |
|                                       | Parti du centre démocratique et social (CDS)                  | 13 765                                                        | 0,23      | 0,17  | 0    | en stagnation |               |  |  |  |  |  |  |  |
| Alliance démocratique (AD)            | Alliance démocratique (AD)                                    | 2 868 076                                                     | 48,70     | 2,17  | 134  | 6             |               |  |  |  |  |  |  |  |
|                                       |                                                               | Parti socialiste (PS)                                         | 1 606 198 | 27,28 | 0,51 | 63            | 7             |  |  |  |  |  |  |  |
|                                       | Action sociale-démocrate indépendante (ASDI)                  | 4                                                             | 1 606 198 | 27,28 | 0,51 | Nv.           |               |  |  |  |  |  |  |  |
|                                       | Union de la gauche pour la démocratie socialiste (UEDS)       | 4                                                             | 1 606 198 | 27,28 | 0,51 | 4             |               |  |  |  |  |  |  |  |
|                                       | Parti socialiste (PS)                                         | 67 081                                                        | 1,14      | 0,11  | 3    | 1             |               |  |  |  |  |  |  |  |
| Front républicain et socialiste (FRS) | Front républicain et socialiste (FRS)                         | 1 673 279                                                     | 28,41     | 0,43  | 74   | en stagnation |               |  |  |  |  |  |  |  |
|                                       |                                                               | Parti communiste portugais (PCP)                              | 1 009 505 | 17,14 | 2,18 | 39            | 5             |  |  |  |  |  |  |  |
|                                       | Mouvement démocratique portugais (MDP)                        | 2                                                             | 1 009 505 | 17,14 | 2,18 | 1             |               |  |  |  |  |  |  |  |
| Alliance du peuple uni (APU)          | Alliance du peuple uni (APU)                                  | 41                                                            | 1 009 505 | 17,14 | 2,18 | 6             |               |  |  |  |  |  |  |  |
|                                       | Union démocratique populaire (UDP)                            | Union démocratique populaire (UDP)                            | 83 204    | 1,41  | 0,83 | 1             | en stagnation |  |  |  |  |  |  |  |
|                                       | Liste commune POUS-PST                                        | Liste commune POUS-PST                                        | 83 095    | 1,41  | 1,19 | 0             | en stagnation |  |  |  |  |  |  |  |
|                                       | Parti socialiste révolutionnaire (PSR)                        | Parti socialiste révolutionnaire (PSR)                        | 60 496    | 1,03  | 0,40 | 0             | en stagnation |  |  |  |  |  |  |  |
|                                       | Parti travailliste (PT)                                       | Parti travailliste (PT)                                       | 39 408    | 0,67  | Nv.  | 0             | en stagnation |  |  |  |  |  |  |  |
|                                       | Parti communiste des travailleurs portugais (PCTP)            | Parti communiste des travailleurs portugais (PCTP)            | 35 409    | 0,60  | 0,31 | 0             | en stagnation |  |  |  |  |  |  |  |
|                                       | Liste commune PDC-MIRN/PDP-FN                                 | Liste commune PDC-MIRN/PDP-FN                                 | 23 819    | 0,40  | 0,84 | 0             | en stagnation |  |  |  |  |  |  |  |
|                                       | Parti démocratique de l'Atlantique (PDA)                      | Parti démocratique de l'Atlantique (PDA)                      | 8 529     | 0,14  | Nv.  | 0             | en stagnation |  |  |  |  |  |  |  |
|                                       | Organisation communiste marxiste-léniniste portugaise (OCMLP) | Organisation communiste marxiste-léniniste portugaise (OCMLP) | 3 913     | 0,07  | 0,01 | 0             | en stagnation |  |  |  |  |  |  |  |
|                                       |                                                               |                                                               |           |       |      |               |               |  |  |  |  |  |  |  |
| Suffrages exprimés                    | Suffrages exprimés                                            | Suffrages exprimés                                            | 5 888 733 | 97,72 |      |               |               |  |  |  |  |  |  |  |
| Votes blancs et nuls                  | Votes blancs et nuls                                          | Votes blancs et nuls                                          | 137 662   | 2,28  |      |               |               |  |  |  |  |  |  |  |
| Total                                 | Total                                                         | Total                                                         | 6 026 395 | 100   | -    | 250           | en stagnation |  |  |  |  |  |  |  |
| Abstentions                           | Abstentions                                                   | Abstentions                                                   | 1 152 628 | 16,06 |      |               |               |  |  |  |  |  |  |  |
| Inscrits/Participation                | Inscrits/Participation                                        | Inscrits/Participation                                        | 7 179 023 | 83,94 |      |               |               |  |  |  |  |  |  |  |